# 施韋諾塞格拉本河

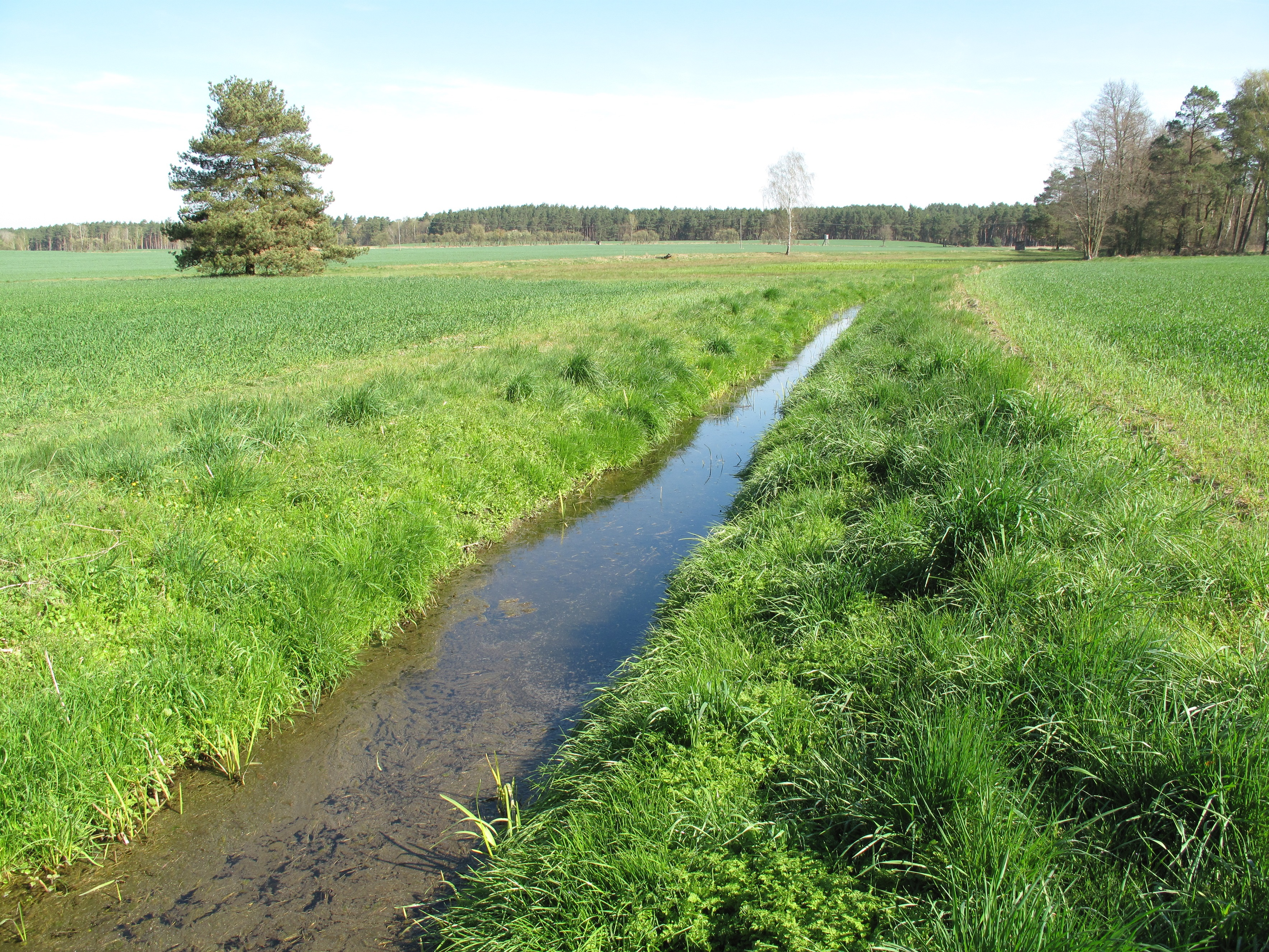
施韋諾塞格拉本河

52°8′1.59″N 14°3′2.59″E / 52.1337750°N 14.0507194°E
施韋諾塞格拉本河（德語：Schwenowseegraben），是德國的河流，位於該國東北部，由勃蘭登堡州負責管轄，河道全長8公里，發源自里茨-諾伊恩多夫，河口處在德羅布施湖。